# Đài tưởng niệm nạn nhân vụ thảm sát Wola
Đài tưởng niệm nạn nhân vụ thảm sát Wola (Pomnik ofiar Rzezi Woli) là một tượng đài kỷ niệm vụ thảm sát Wola, vụ giết người hàng loạt tàn bạo của dân thường ở quận Wola của Warsaw, được thực hiện bởi người Đức trong những ngày đầu của Warsaw Khởi nghĩa, từ ngày 5 đến ngày 12 tháng 8 năm 1944. Nó nằm trong một quảng trường nhỏ ("Skwer Pamięci") tại ngã tư giữa Đại lộ Đoàn kết (Aleja Solidarności) và Phố Leszno ở Warsaw.
Tượng đài được khánh thành vào ngày 27 tháng 11 năm 2004, vào năm kỷ niệm 60 năm cuộc nổi dậy Warsaw. Nó được thiết kế bởi nhà điêu khắc Richard Stryjecki (hợp tác với kiến trúc sư Olaf Chmielewski và nhà điêu khắc Mieczyslaw Syposz) và được làm bằng đá granit Phần Lan. Tượng đài được xây dựng theo sáng kiến của một hội đồng, đứng đầu là Lechosław Olejnick và Krzysztof Tadeusz Zwoliński.
Khắc trên đỉnh phía tây của tượng đài là những từ sau: "Mieszkańcy Woli zamordowani w 1944 roku podczas Powstania Warszawskiego" ("Cư dân của Wola bị sát hại năm 1944 trong cuộc nổi dậy ở Warsaw"). Bên dưới là một danh sách đầy đủ các địa chỉ nơi các nạn nhân sống và số người bị giết tại mỗi địa điểm.
Khắc trên đỉnh phần phía đông của di tích là những từ sau: "Pamięci 50 tysięcy mieszkańców Woli zamordowanych przez Niemców podczas Powstania Warszawskiego 1944 r"  ("Tưởng nhớ 50.000 cư dân Wola bị người Đức sát hại trong cuộc nổi dậy Warsaw năm 1944")"). Ở phía đông của di tích, bề mặt của đá granit có mười hố đào vào đó với hình dạng bất thường giống như hình bóng của những người xếp hàng trên một bức tường để bị xử tử.

Đài tưởng niệm đã được Đại sứ Đức tại Ba Lan đến thăm vào ngày 1 tháng 8 năm 2018. Đại sứ Rolf Nikel đã đặt vòng hoa tại đài tưởng niệm, tỏ lòng kính trọng và nói: Chúng tôi đầy đau đớn và xấu hổ khi chúng tôi tôn trọng họ. Hãy để họ nghỉ ngơi trong hòa bình. 

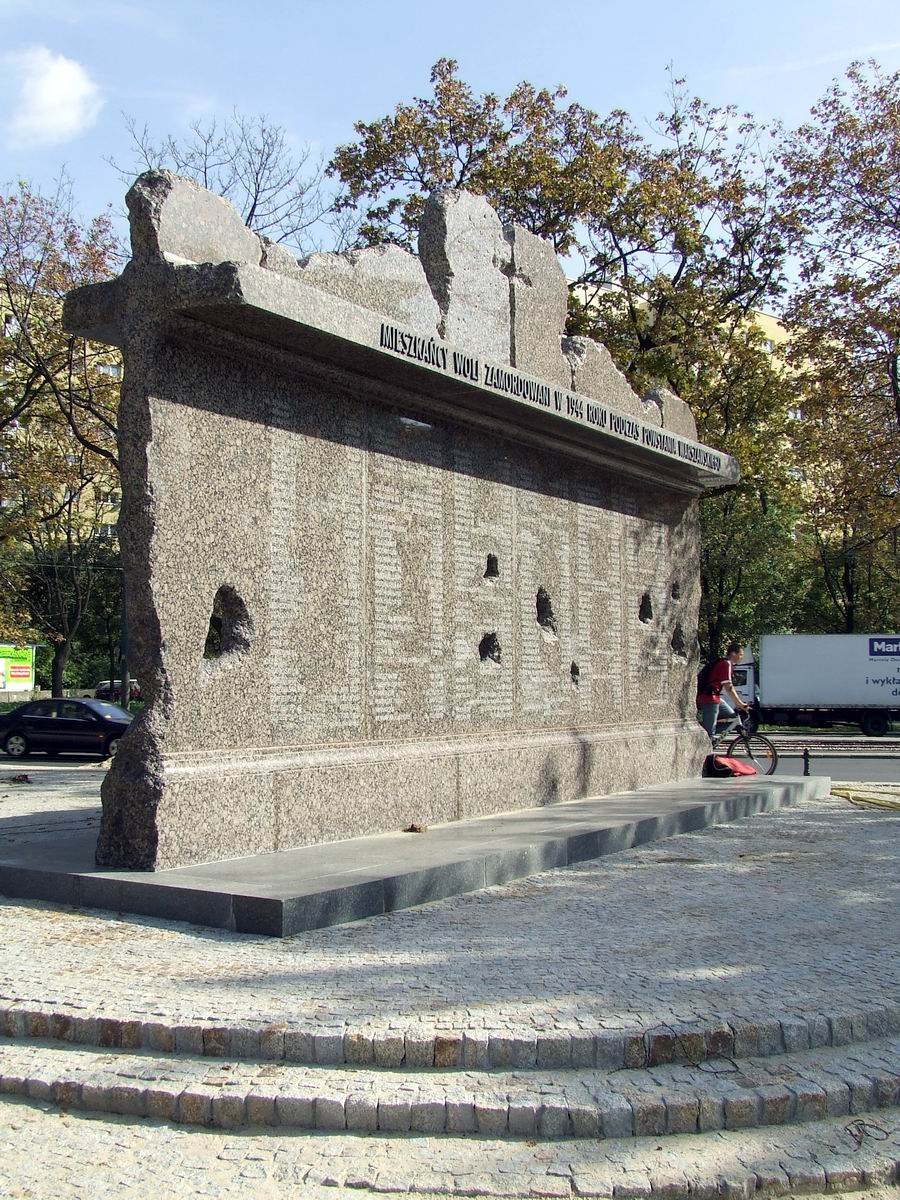
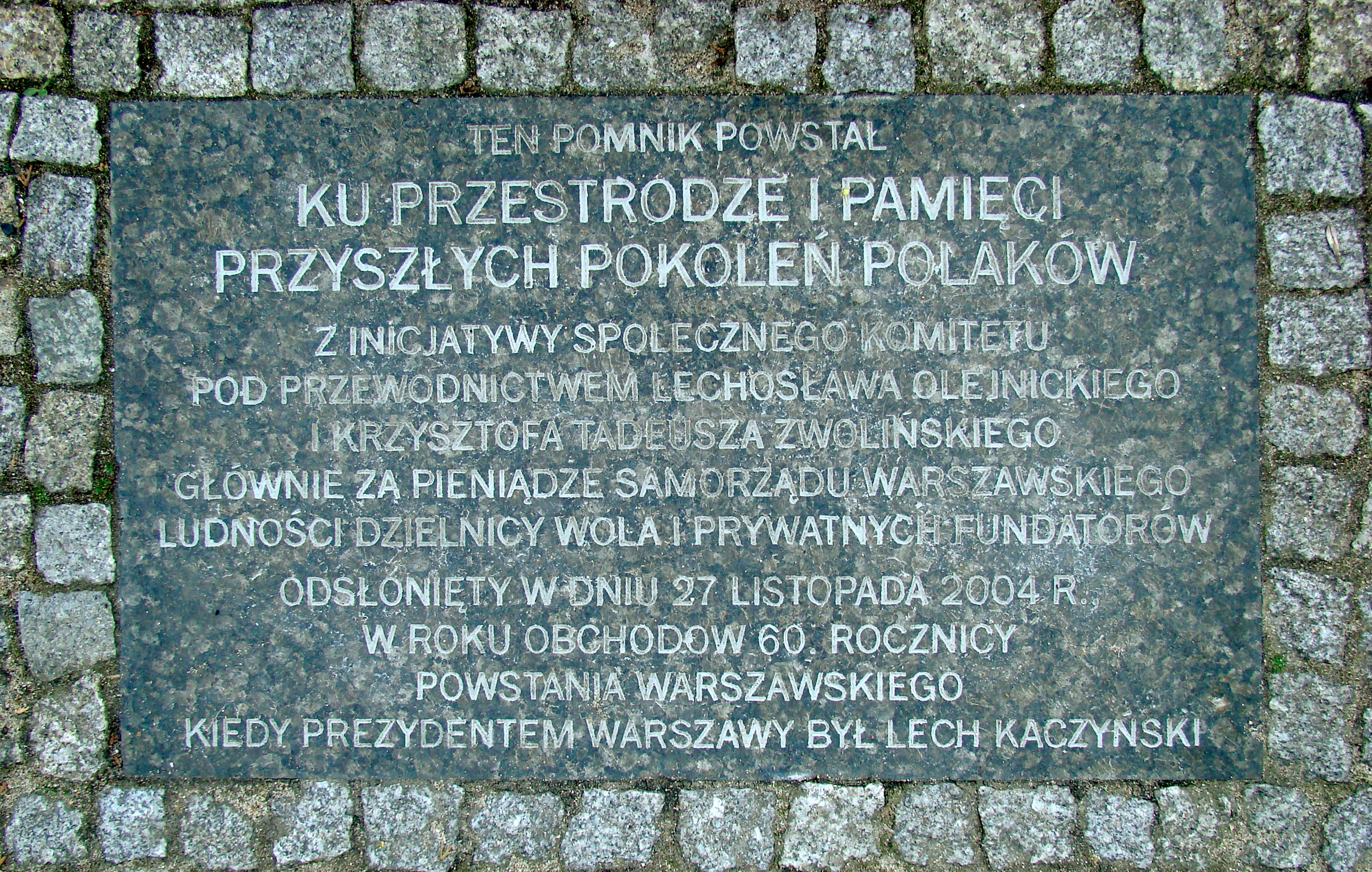
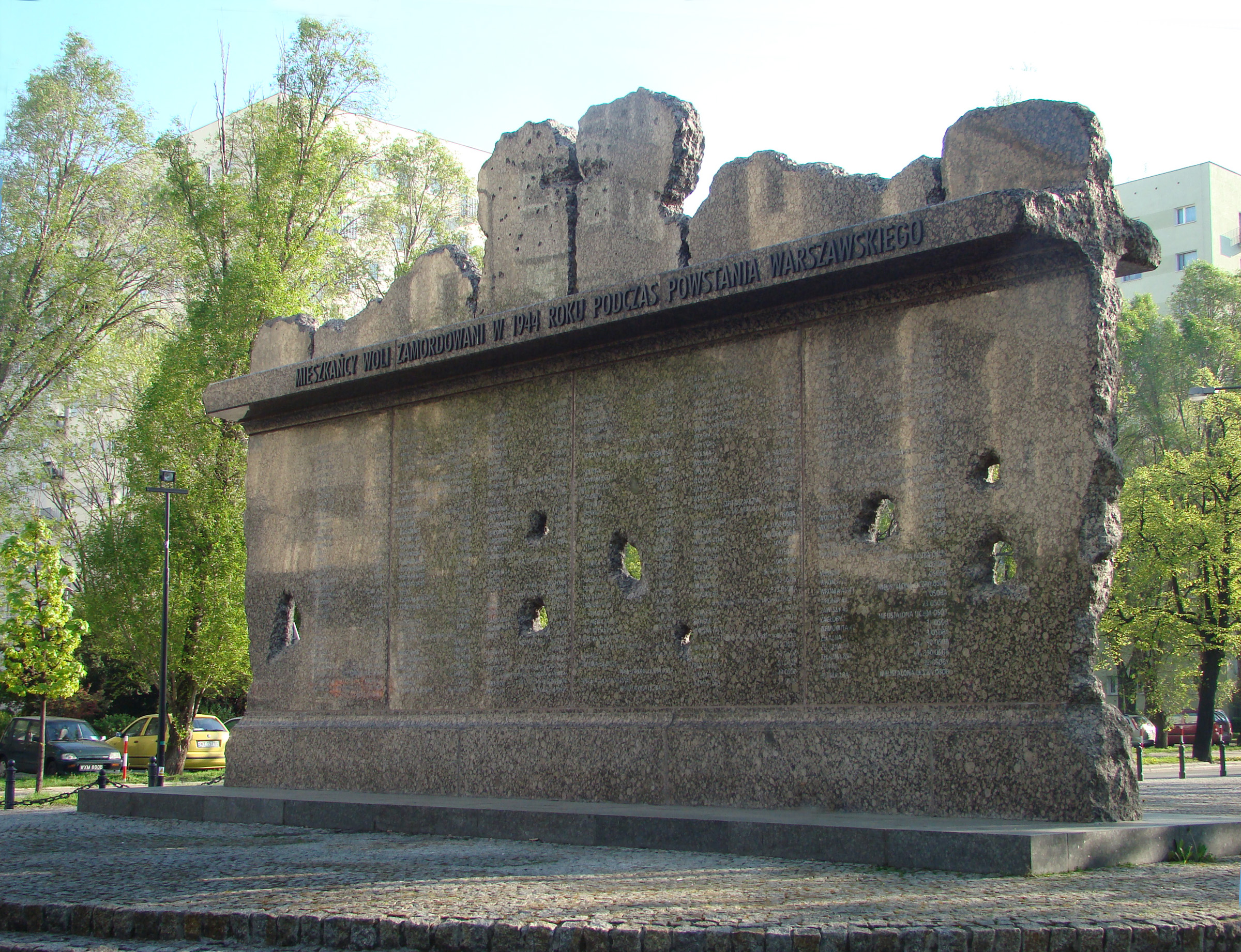
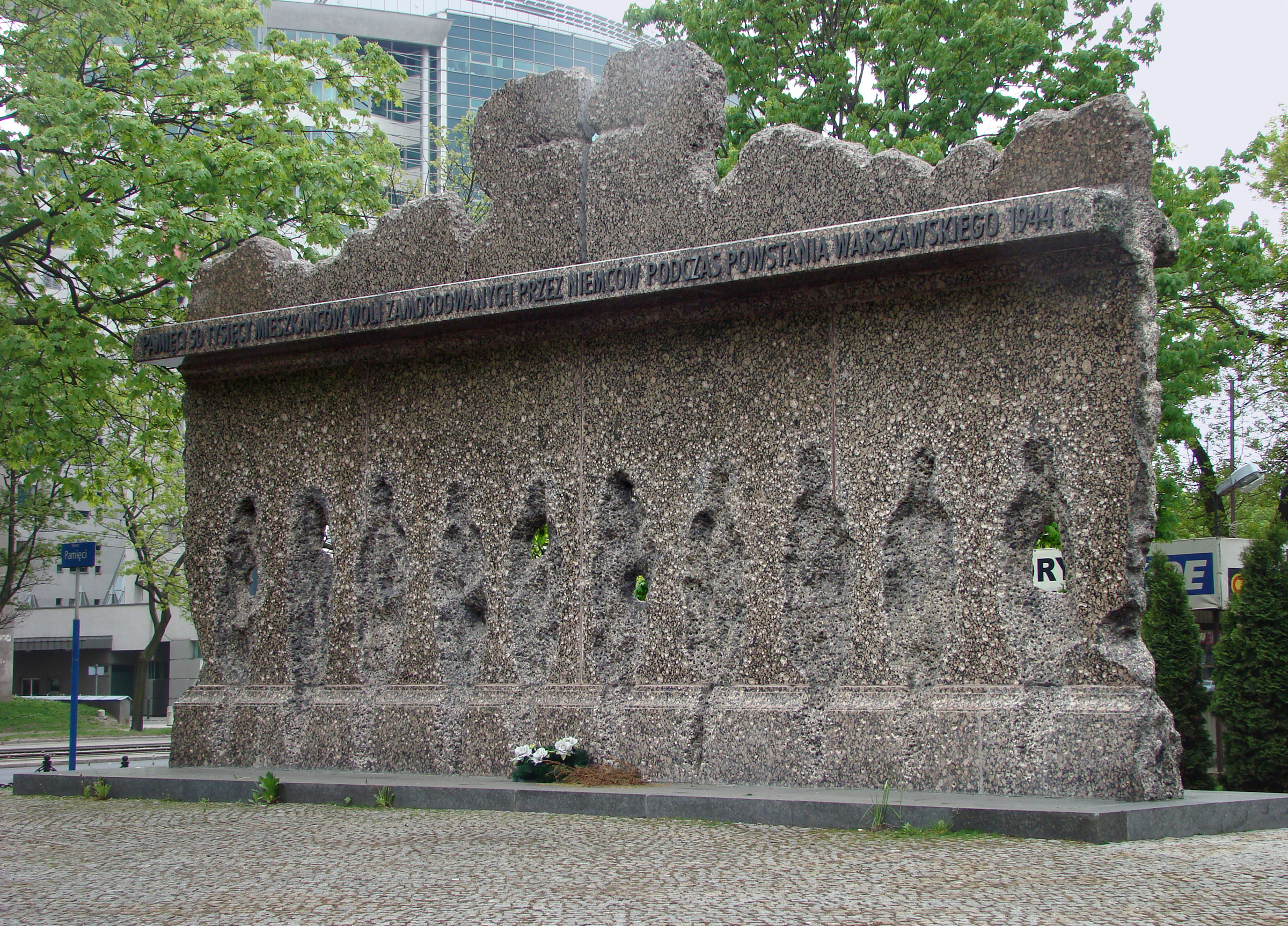